# The Golden Fetter
The Golden Fetter est un film muet américain réalisé par Edward LeSaint et sorti en 1917.

## Synopsis
Faith Miller, une jeune professeur, touche un héritage de dix mille dollars. Trois escrocs, flairant une proie facile, lui proposent d'acheter une part d'une mine pour neuf mille dollars. Or, la mine est sans valeur…

## Fiche technique
- Titre : The Golden Fetter
- Réalisation : Edward LeSaint
- Scénario : Charles Maigne, d'après une nouvelle de Charles Tennay Jackson
- Chef opérateur : Allen M. Davey
- Assistant-réalisateur : Sterrett Ford
- Production : Jesse L. Lasky Feature Play Company
- Distribution : Paramount Pictures
- Genre : Western, Film romantique
- Date de sortie :
  - États-Unis : 25 janvier 1917

## Distribution
- Wallace Reid : James Roger Ralston
- Anita King : Faith Miller
- Tully Marshall : Henry Slade
- Guy Oliver : Edson
- Walter Long : McGill
- Mrs Lewis McCord : Big Annie
- Clarence Geldart : Flynn
- Lawrence Peyton : Buck Hanson
- Lucien Littlefield : Pete